# Semiothisa davisata
Semiothisa davisata là một loài bướm đêm trong họ Geometridae.